# Ак-Булак (Кызыл-Кия)
Ак-Булак (кирг. Ак-Булак) — село в Баткенской области Кыргызстана. Административно подчинено администрации города Кызыл-Кия.

## География
Село расположено в восточной части области, вблизи северной окраины города областного подчинения Кызыл-Кия. Абсолютная высота — 944 метра над уровнем моря.

## Население
Согласно оценочным данным Национального статистического комитета Кыргызской Республики, численность населения села на начало 2023 года составляла 6962 человека.
| год     | 2009 | 2014 | 2015 | 2020 | 2021 | 2023 |
| ------- | ---- | ---- | ---- | ---- | ---- | ---- |
| человек | 4950 | 5564 | 5862 | 6505 | 6497 | 6962 |